# Liste des chapitres de Kuroko's Basket

Cet article est un complément de l'article sur le manga Kuroko's Basket. Il contient la liste des volumes du manga du tome 1 au tome 30, avec les chapitres qu’ils contiennent.

## Volumes reliés

### Tomes 1 à 10
| no | Japonais         | Japonais          | Français          | Français          |
| no | Date de sortie   | ISBN              | Date de sortie    | ISBN              |
| --- | ---------------- | ----------------- | ----------------- | ----------------- |
| 1 | 3 avril 2009     | 978-4-08-874694-4 | 18 janvier 2012   | 978-2-82030-284-7 |
| Titre du volume : Kuroko, c'est moi. (黒子はボクです, Kuroko wa Boku desu)Liste des chapitres : - 1er Quart-temps : Kuroko, c'est moi. (黒子はボクです, Kuroko wa Boku desu) - 2e Quart-temps : Lundi, 8h40, sur le toit. (月曜朝8:40の屋上ね！, Getsuyou Asa Hachiji Yonjuupun no Okujou ne!) - 3e Quart-temps : Je suis très sérieux. (本気です, Honki desu) - 4e Quart-temps : Méfiez-vous des apparences... (まともじゃないかもしんないスね, Matomo Janai Kamo Shinnaisu ne) - 5e Quart-temps : Ce n'est pas un minet. (伊達じゃないですよ, Date Janai desu yo) - 6e Quart-temps : Vous êtes trop fort pour nous ? Parfait. (勝てねェぐらいがちょうどいい, Katenee Gurai ga Choudo Ii) - 7e Quart-temps : Je compte sur vous pour contre-attaquer ! (逆襲よろしく！, Gyakushuu Yoroshiku!) |                  |                   |                   |                   |
| 2 | 3 juillet 2009   | 978-4-08-874704-0 | 28 mars 2012      | 978-2-82030-322-6 |
| Titre du volume : Ton basket (おまえのバスケ, Omae no Basuke)Liste des chapitres : - 8e Quart-temps : J'y retourne (行ってきます, Ittekimasu) - 9e Quart-temps : J'ai fait une promesse (約束しました, Yakusoku Shimashita) - 10e Quart-temps : "Aide moi et le ciel t'aidera" (「人事を尽くして天命を待つ」, Jinji wo Tsukushite Tenmei wo Matsu) - 11e Quart-temps : Ton basket (おまえのバスケ, Omae no Basuke) - 12e Quart-temps : Achetez-en si vous pouvez!♥ (買ってきて♡, Kattekite) - 13e Quart-temps : C'est parti! (行くぞ!!, Ikuzo!!) - 14e Quart-temps : Laisse moi te dire deux choses... (２つ言っておくぜ, Futatsu Itteokuze) - 15e Quart-temps : Beaucoup plus fort que toi (断然強ーわ!!, Danzen Tsuee wa!!) - 16e Quart-temps : Showtime (すごいもん見れるわよ, Sugoi Mon Mireru wayo) |                  |                   |                   |                   |
| 3 | 4 septembre 2009 | 978-4-08-874731-6 | 2 mai 2012        | 978-2-82030-367-7 |
| Titre du volume : Tout pour vaincre! (勝つために, Katsu Tame ni)Liste des chapitres : - 17e Quart-temps : Vous ne trouvez pas ça grisant? ((燃えません？, Moemasen?) - 18e Quart-temps : Voyons ce qu'ils donnent... (ちょっと見せてもらおうぜ, Chotto Misete Moraouze) - 19e Quart-temps : Les choses sont très claires (改めて思いました, Aratamete Omoimashita) - 20e Quart-temps : Tout va bien se passer (大丈夫です, Daijoubu desu) - 21e Quart-temps : C'est du passé, tout ça. (乗り越えたし, Norikoetashi) - 22e Quart-temps : Ne vous faites pas de bile! (心配すんな, Shinpai Sunna) - 23e Quart-temps : Tout pour vaincre! (勝つために, Katsu Tame ni) - 24e Quart-temps : Une set de DVD (オシャカにしたんで, Oshaka ni Shitande) - 25e Quart-temps : On va vite le savoir... (さぁ…, Saa...) |                  |                   |                   |                   |
| 4 | 4 novembre 2009  | 978-4-08-874754-5 | 18 juillet 2012   | 978-2-82030-415-5 |
| Titre du volume : Qu'est-ce que "la victoire" ? (「勝利」ってなんですか, "Shouri" tte Nan desu ka)Liste des chapitres : - 26e Quart-temps : Ce serait embarrassant (困ります, Komarimasu) - 27e Quart-temps : Rompu à toutes les batailles (百戦錬磨だ, Hyakusen Renma da) - 28e Quart-temps : Navré pour toi... (すまないな, Sumanai na) - 29e Quart-temps : Il ne s'agit pas de ça ! (そんなもんじゃねえだろ, Sonna Mon Janee Daro) - 30e Quart-temps : Signe astrologique: Lion (獅子座だよ, Shishiza dayo) - 31e Quart-temps : Je vais gagner !! (勝つんだ!!, Katsunda!!) - 32e Quart-temps : "La victoire" pour toi, c'est quoi? (「勝利」ってなんですか, "Shouri" tte Nan desu ka) - 33e Quart-temps : On fonce !!! (行くぜ!!, Ikuze!!) - 34e Quart-temps : Mettre toutes les chances de son côté (それが人事を尽くすということだ, Sore ga Jinji wo Tsukusu to Iu Koto da)                                  |                  |                   |                   |                   |
| 5 | 4 janvier 2010   | 978-4-08-874789-7 | 12 septembre 2012 | 978-2-82030-478-0 |
| Titre du volume : Le pari ! (信じてました, Shinjitemashita)Liste des chapitres : - 35e Quart-temps : Le pari ! (信じてました, Shinjitemashita) - 36e Quart-temps : Il faudra qu'on remette ça (また...やりましょう, Mata...Yarimashou) - 37e Quart-temps : Pas de victoire pour les cancres ! (バカじゃ勝てないのよ！, Baka ja Katenai no yo!) - 38e Quart-temps : Me voilà ! (来ちゃいました, Kichaimashita) - 39e Quart-temps : Comme deux gouttes d'eau (そっくりだね, Sokkuri dane) - 40e Quart-temps : Laisse-moi rire... (笑わせんなよ, Warawasennayo) - 41e Quart-temps : ...à gorge déployée (お茶です, Ocha desu) - 42e Quart-temps : Mise en bouche (前座や, Zenza ya) - 43e Quart-temps : Je l'ai récupérée ! (とれました, Toremashita) |                  |                   |                   |                   |
| 6 | 2 avril 2010     | 978-4-08-870024-3 | 28 novembre 2012  | 978-2-82030-543-5 |
| Titre du volume : Ne jamais abandonner !! (嫌だ!!, Iyada!!)Liste des chapitres : - 44e Quart-temps : Ce n'est pas son genre (そんなタマではないだろう, Sonna Tama de wa Nai Darou) - 45e Quart-temps : Quand faut y aller... (やろーか, Yaroo ka) - 46e Quart-temps : Pas si mal... (いーじゃねーか, Ii Janeeka) - 47e Quart-temps : Fais confiance ! (まかせとけ, Makasetoke) - 48e Quart-temps : Un ramassis de tarés (ふざけた奴ばっかりだ, Fuzaketa Yatsu Bakkari da) - 49e Quart-temps : Qu'on en finisse (決着つけようぜ, Kecchaku Tsukeyouze) - 50e Quart-temps : Ton basket (おまえのバスケ, Omae no Basuke) - 51e Quart-temps : Ne jamais abandonner !! (嫌だ!!, Iyada!!) - 52e Quart-temps : Vers de nouveaux défis (新しい挑戦へ, Atarashii Chousen he) |                  |                   |                   |                   |
| 7 | 4 juin 2010      | 978-4-08-870050-2 | 9 janvier 2013    | 978-2-82030-574-9 |
| Titre du volume : C'est parti ! (始めるわよ, Hajimeru wayo)Liste des chapitres : - 53e Quart-temps : On peut savoir qui tu es ? (どちら様ですか, Dochira-sama desuka) - 54e Quart-temps : Un gars vraiment pénible (だからアイツはヤなんだ, Dakara Aitsu wa Yananda) - 55e Quart-temps : Au mérite (これが実力だ, Kore ga Jitsuryoku da) - 56e Quart-temps : Tourner la page (捨てることだ, Suteru Koto da) - 57e Quart-temps : On dit pas "je veux" ! (なりたいじゃねーよ, Naritai Janee yo) - 58e Quart-temps : Comptez sur moi ! (まかせて！, Makasete!) - 59e Quart-temps : C'est parti ! (始めるわよ, Hajimeru wayo) - 60e Quart-temps : Ne me fais pas rire (笑わせるな, Warawaseruna) - 61e Quart-temps : Essaie de sauter (跳んでみて, Tonde Mite) |                  |                   |                   |                   |
| 8 | 4 août 2010      | 978-4-08-870089-2 | 6 mars 2013       | 978-2-82030-623-4 |
| Titre du volume : Ce qu'il me reste à faire (やることは決まった!!, Yaru Koto wa Kimatta!!)Liste des chapitres : - 62e Quart-temps : Ce qu'il me reste à faire (やることは決まった!!, Yaru Koto wa Kimatta!!) - Chroniques inédites : Tip Off (-Tip off-, Tippu Ofu) - 63e Quart-temps : Le temps d'une vie (死んでも勝つっスけど, Shindemo Katsussu Kedo) - 64e Quart-temps : Immature ! (大人じゃねーよ!, Otona Janee yo!) - 65e Quart-temps : Qui mieux que moi ?! (誰だと思ってんスか, Dareda to Omottensuka) - 66e Quart-temps : Mise en garde (一つ忠告しとくわ, Hitotsu Chuukoku Shitokuwa) - 67e Quart-temps : J'arrête (やめる, Yameru) - 68e Quart-temps : Tout est possible (おかしくないと思います, Okashikunai to Omoimasu) - 69e Quart-temps : Que se passera-t-il ? (どうなるんスかね, Dounarunsuka ne) - 70e Quart-temps : Sous-estimé (カン違いしてんじゃねーよ！, Kanchigai Shitenjanee yo!)     |                  |                   |                   |                   |
| 9 | 4 octobre 2010   | 978-4-08-870115-8 | 15 mai 2013       | 978-2-82030-679-1 |
| Titre du volume : Rendez-vous à la Winter Cup (ウインターカップで, Uintaa Kappu de)Liste des chapitres : - 71e Quart-temps : Effrayants (恐ろしいもんやで, Osoroshii Mon yade) - 72e Quart-temps : L'évidence même ! (当たり前なこと言ってんじゃねーよ, Atari Mae na Koto Ittenjanee yo) - 73e Quart-temps : La monnaie de leur pièce (返せ, Kaese) - 74e Quart-temps : Dans la rue (拾いました, Hiroimashita) - 75e Quart-temps : Une rencontre inattendue (こんな所で合うとはな, Konna Tokoro de Au to wa na) - 76e Quart-temps : Son grand frère, je dirais... (兄キかな, Aniki kana) - 77e Quart-temps : Ma décision est prise ! (腹は決めた!!, Hara wa Kimeta!!) - 78e Quart-temps : Viens donc en découdre (ちょっとまざってけよ, Chotto Mazatteke yo) - 79e Quart-temps : Rendez-vous à la Winter Cup (ウインターカップで, Uintaa Kappu de) - 80e Quart-temps : Regarde-moi (見てて下さい, Mitete Kudasai) |                  |                   |                   |                   |
| 10 | 3 décembre 2010  | 978-4-08-870151-6 | 3 juillet 2013    | 978-2-82030-708-8 |
| Titre du volume : Renaissance (始動!!!, Shidou!!!)Liste des chapitres : - 81e Quart-temps : Renaissance (始動!!!, Shidou!!!) - 82e Quart-temps : Prendre du fun (楽しんでこーぜ, Tanoshindekooze) - 83e Quart-temps : Déclaration (宣戦布告お願いします, Sensen Fukoku Onegaishimasu) - 84e Quart-temps : Enfin ! (拾(やっとだろうが, Yatto Darou ga) - 85e Quart-temps : Une fois suffit (一度でたくさんだ, Ichido de Takusan da) - 86e Quart-temps : Une seule réponse possible (答えは一つに決まっている, Kotae wa Hitotsu ni Kimatteiru) - 87e Quart-temps : Un plus gros problème encore (手強いなんてもんじゃねぇ, Tegowai Nante Mon Janee) - 88e Quart-temps : Courons ! (走るぞ!!, Hashiruzo!!) - 89e Quart-temps : On t'attendait (待ってたぜ, Mattetaze) |                  |                   |                   |                   |

### Tomes 11 à 20
| no | Japonais         | Japonais          | Français          | Français          |
| no | Date de sortie   | ISBN              | Date de sortie    | ISBN              |
| --- | ---------------- | ----------------- | ----------------- | ----------------- |
| 11 | 4 mars 2011      | 978-4-08-870192-9 | 18 septembre 2013 | 978-2-82030-754-5 |
| Titre du volume : Le basket-ball du lycée Seirin (誠凜高校バスケ部だ!!, Seirin Koukou Basuke-bu da!!)Liste des chapitres : - 90e Quart-temps : Commençons !! (さぁ…お披露目よ！, Saa...Ohirome yo!) - 91e Quart-temps : Il y a un moment que je les ai dépassées (とうの昔に超えている, Tou no Mukashi ni Koeteiru) - 92e Quart-temps : Fin du match (試合終了, Shiai Shuuryou) - 93e Quart-temps : J'en ai bien l'intention (望むところです, Nozomu Tokoro desu) - 94e Quart-temps : Il est temps de récurer tout ça ! (お片付けといきますか！, Okatazuke to Ikimasuka!) - 95e Quart-temps : Fondons-le ensemble ! (じゃあ創ろうぜ, Jaa Tsukurouze) - 96e Quart-temps : Abandonne ! (諦めろ, Akiramero) - 97e Quart-temps : Le basket-ball du lycée Seirin (誠凜高校バスケ部だ!!, Seirin Koukou Basuke-bu da!!) - 98e Quart-temps : Content de vous avoir rencontrés (出会えてよかった, Deaete Yokatta) - 99e Quart-temps : Je serai vite de retour (すぐ戻る, Sugu Modoru) |                  |                   |                   |                   |
| 12 | 2 mai 2011       | 978-4-08-870222-3 | 13 novembre 2013  | 978-2-82031-548-9 |
| Titre du volume : Confiance (信頼だ, Shinrai da)Liste des chapitres : - 100e Quart-temps : Comment ne pas s'enflammer ? (燃えないわけがねーぜ, Moenai Wake ga Neeze) - 101e Quart-temps : Quel que soit le prix à payer (必ず倒す, Kanarazu Taosu) - 102e Quart-temps : Voilà pourquoi je suis revenu (だからオレは決めたんだ, Dakara Ore wa Kimetanda) - 103e Quart-temps : Ce match, je vais le perdre (負けんぞ, Makenzo) - 104e Quart-temps : C'est là qu'est le piège (それが罠や, Sore ga Wana ya) - 105e Quart-temps : Confiance (信頼だ, Shinrai da) - 106e Quart-temps : Je le sens (そんな気がすんだ, Sonna Kigasunda) - 107e Quart-temps : Ras le bol (ふざけるな, Fuzakeruna) - 108e Quart-temps : Lents à en pleurer (待ちくたびれたぜ, Machikutabiretaze) |                  |                   |                   |                   |
| 13 | 4 juillet 2011   | 978-4-08-870258-2 | 15 janvier 2014   | 978-2-82031-567-0 |
| Titre du volume : Je le jure (今度はもう絶対に, Kondo wa Mou Zettai ni)Liste des chapitres : - 109e Quart-temps : Ça fait un bail (久しぶりだな, Hisashiburi dana) - 110e Quart-temps : On compte sur votre indulgence (よろしゅうたのむわ, Yoroshuu Tanomu wa) - 111e Quart-temps : Sur-le-champ (このまま始めるわよ, Kono Mama Hajimeru wayo) - 112e Quart-temps : L'ouverture de la Winter Cup (ウインターカップを再開します, Uintaa Kappu wo Saikaishimasu) - 113e Quart-temps : Désolé pour l'attente (待たせたね, Mataseta ne) - 114e Quart-temps : Je le jure (今度はもう絶対に, Kondo wa Mou Zettai ni) - 115e Quart-temps : Prenez l'avantage !! (主導権とれ!!, Shudouken Tore!) - 116e Quart-temps : Grave erreur (心外です, Shingai desu) - 117e Quart-temps : Au sommet de sa forme (絶好調の時だけだ!!, Zekkouchou no Toki Dake da!!) |                  |                   |                   |                   |
| 14 | 4 octobre 2011   | 978-4-08-870295-7 | 26 février 2014   | 978-2-82031-584-7 |
| Titre du volume : À mon tour maintenant (今度はオレが, Kondo wa Orega)Liste des chapitres : - 118e Quart-temps : Il ne supporte pas de perdre (負けず嫌いやからな, Makezugirai Yakarana) - 119e Quart-temps : Sur la même longueur d'onde (話が早くて助かるぜ, Hanashiga Hayakute Tasukaruze) - 120e Quart-temps : Vain efforts (無駄な努力だ, Mudana Doryokuda) - 121e Quart-temps : À mon tour maintenant (今度はオレが, Kondo wa Orega) - 122e Quart-temps : Je me charge de lui (オレに任せてくれないすか, Ore ni Makasete Kurenaisuka) - 123e Quart-temps : Grisé (嬉しくてしょうがないと思います, Ureshikute Shoganai to Omoimasu) - 124e Quart-temps : Encore une fois (ただもう一度, Tada Mō ichido) - 125e Quart-temps : Renversement de situation (逆転だよ!, Gyakutendayo!) - 126e Quart-temps : Soyons amis (仲良くしようや, Nakayoku Shiyōya) |                  |                   |                   |                   |
| 15 | 2 décembre 2011  | 978-4-08-870317-6 | 7 mai 2014        | 978-2-82031-594-6 |
| Titre du volume : On a tous confiance (信じてますから, Shinjitemasukara)Liste des chapitres : - 127e Quart-temps : À bout de ressources (万策尽きた, Bansaku Tsukita) - 128e Quart-temps : C'est maintenant qu'on doit gagner ! (今勝つんだ！, Ima Katsunnda!) - 129e Quart-temps : C'est toujours mieux que de perdre aujourd'hui (ここで負けるよりマシです, Kokode Makeruyori Mashidesu) - 130e Quart-temps : 4e et dernier quart-temps !! (最終第4Q!!!, Saishū Dai Yon Kuōtā!) - 131e Quart-temps : J'ai confiance (信じてるぜ, Shinjiteruze) - 132e Quart-temps : Personne ne peut arrêter Aomine (青峰君を止めることはできません, Aominekun wo Tomerukoto wa Dekimasen) - 133e Quart-temps : Merci (感謝するぜ, Kanshasuruze) - 134e Quart-temps : Le plus fort de tous (それでも最強は, Soredemo Saikyo wa) - 135e Quart-temps : On a tous confiance (信じてますから, Shinjitemasukara)                                                                                |                  |                   |                   |                   |
| 16 | 2 mars 2012      | 978-4-08-870372-5 | 2 juillet 2014    | 978-2-82031-730-8 |
| Titre du volume : Fin du match !! (試合終了！！, Taimu Appu!!) Extra : Au Japon, le tome 16 (ISBN 978-4-08-908159-4) est sorti en édition limitée contenant un CD.Liste des chapitres : - 136e Quart-temps : Je vais gagner !! (絶対勝つ！！, Zettē Katsu!!) - 137e Quart-temps : Je ne perdrai pas !! (負けるかよ, Makerukayo) - 138e Quart-temps : J'ai cru en eux (信じてるのは, Shinjiteru no wa) - 139e Quart-temps : Fin du match !! (試合終了！！, Taimu Appu!!) - 140e Quart-temps : Je suis vraiment content (本当によかった, Hontō ni Yokatta) - 141e Quart-temps : Nice to Meet You! (Nice to Meet You! (よろしくな！）, Nice To Meet You! (Yoroshikuna!)) - 142e Quart-temps : Apprends-moi à tirer (教えてください, Oshietekudasai) - 143e Quart-temps : C'est lourd de sens (軽いものなはずないだろう, Karui mono na Hazunaidarō) - 144e Quart-temps : Vivement le prochain match (楽しみじゃい, Tanoshimijai)                                                 |                  |                   |                   |                   |
| 17 | 4 avril 2012     | 978-4-08-870404-3 | 3 septembre 2014  | 978-2-82031-768-1 |
| Titre du volume : Début de match !! (試合開始！！, Tippu Ofu!!)Liste des chapitres : - 145e Quart-temps : Début de match !! (試合開始！！, Tippu Ofu!!) - 146e Quart-temps : On les laisse pas passer ! (止めよーかい, Tomeyōkai) - 147e Quart-temps : Je protégerai mon équipe ! (オレが守る！！, Orega Mamoru!!) - 148e Quart-temps : Premiers points ! (初得点！！, Hatsutokuten!!) - 149e Quart-temps : Vous n'êtes pas de taille ! (付け焼刃じゃ張れねーよ, Tsukeyakibaja Harenē yo) - 150e Quart-temps : Compte sur nous !! (まかせとけ！！, Makasetoke!!) - 151e Quart-temps : J'ai envie de t'écrabouiller (叩きつぶしたいんだよ, Tataki Tsubushitainndayo) - 152e Quart-temps : Il faut briser le Bouclier de Zeus (絶対防御破りだ, Ēgisu no Hoko Yaburida) - 153e Quart-temps : Y a pas photo ! (決まってらぁ, Kimatterā) |                  |                   |                   |                   |
| 18 | 4 juillet 2012   | 978-4-08-870430-2 | 26 novembre 2014  | 978-2-82031-882-4 |
| Titre du volume : J'aime trop ce sport (やっててよかったよ, Yatteteyokatta yo)Liste des chapitres : - 154e Quart-temps : J'ai compris ! (わかったぜ．．．！！, Wakattaze...!!) - 155e Quart-temps : Je vais tous vous pulvériser ! (ヒネリつぶしてやるよ, Hineri Tsubushiteyaruyo) - 156e Quart-temps : Vous ne faites pas le poids ! (ただのゴミだ, Tadano Gomida) - 157e Quart-temps : Gagne-moi ce match ! (勝ってくれ, Kattekure) - 158e Quart-temps : Je ne veux pas perdre ! (負けたくない！, Maketakunai!) - 159e Quart-temps : Où il est ? (どこいった！？, Dokoitta!?) - 160e Quart-temps : J'aime trop ce sport (やっててよかったよ, Yatteteyokatta yo) - 161e Quart-temps : Tu nous sous-estimes, et ça va te coûter cher ! (なめてるっつーんだよ！, Nameteruttsūn da yo!) - 162e Quart-temps : T'es qui toi ?! (あんた誰？, Anta Dare?) |                  |                   |                   |                   |
| 19 | 4 septembre 2012 | 978-4-08-870499-9 | 21 janvier 2015   | 978-2-82032-704-8 |
| Titre du volume : La lumière de Seirin (誠凜のエース（光）, Seirin no Hikari)Liste des chapitres : - 163e Quart-temps : La lumière de Seirin (誠凜のエース（光）, Seirin no Hikari) - 164e Quart-temps : Un spectacle à ne pas manquer (見物だぜ, Mimonodaze) - 165e Quart-temps : J'arrête les frais (もういいや, Mō Ii ya) - 166e Quart-temps : Vaincre !!! (勝つ！！！, Katsu!!!) - 167e Quart-temps : Le moment de vérité !! (正念場だ！！, Shōnenbada!) - 168e Quart-temps : C'est fini !! (終わりだ！！, Owarida!!) - 169e Quart-temps : Ça veut dire ce que ça veut dire (そーゆーことだろ, Sōyūkotodaro) - 170e Quart-temps : Histoire de tuer le temps (ただのヒマつぶしだ, Tadano Himatsubushida) - 171e Quart-temps : C'est à moi (俺のもんだ, Oreno Monda) |                  |                   |                   |                   |
| 20 | 4 décembre 2012  | 978-4-08-870535-4 | 11 mars 2015      | 978-2-82031-997-5 |
| Liste des chapitres : - 172e Quart-temps : Ne te mets pas en travers de ma route ! (ジャマすんじゃねーよ．．．！, Jamasun'n janē yo...!) - 173e Quart-temps : Oublie direct ! (やめとけよ, Yametoke yo) - 174e Quart-temps : Je les prends (もらっとくわ, Morattokuwa) - 175e Quart-temps : Le goût de la défaite (教えてやる, Oshite yaru) - 176e Quart-temps : C'est aussi simple que ça (それだけのことだよ, Soredake no kotoda yo) - 177e Quart-temps : Je n'en vois aucun ! (オレは知らない, Ore wa shiranai) - 178e Quart-temps : Tu vas vite comprendre (すぐにわかるよ, Sugu ni wakaru yo) - 179e Quart-temps : Ils n'ont pas encore abandonné (諦めていません, Akiramete imasen) - 180e Quart-temps : Ils sont comme vous deux (似てんなお前らと, Nitenna omaera to) |                  |                   |                   |                   |

### Tomes 21 à 30
| no | Japonais        | Japonais          | Français          | Français          |
| no | Date de sortie  | ISBN              | Date de sortie    | ISBN              |
| --- | --------------- | ----------------- | ----------------- | ----------------- |
| 21 | 4 février 2013  | 978-4-08-870618-4 | 6 mai 2015        | 978-2-82032-013-1 |
| Liste des chapitres : - 181e Quart-temps : Je vous les offrirai (差し出そう, Sashidasō) - 182e Quart-temps : Hors de portée (届かない, Todokanai) - 183e Quart-temps : C'est parti ! (さあ行こう, Sā Ikō) - 184e Quart-temps : La course en tête ! (先手必勝!, Sente Hisshō!) - 185e Quart-temps : En rire ou en en pleurer (笑っちゃいますね, Waratcha Imasu ne) - 186e Quart-temps : À toi de jouer (出番よ!, Deban yo!) - 187e Quart-temps : Camarade (仲間がいるでしょーが, Chīmumeito ga Irudeshō ga) - 188e Quart-temps : Ça va sans dire (言うだけヤボだ, Iu Dake Yaboda) - 189e Quart-temps : La véritable lumière (真の光, Shin no Hikari) |                 |                   |                   |                   |
| 22 | 2 mai 2013      | 978-4-08-870649-8 | 1er juillet 2015  | 978-2-82032-041-4 |
| Liste des chapitres : - 190e Quart-temps : Raison de plus pour se donner à fond (だから全力でやる, Dakara Zenryoku de Yaru) - 191e Quart-temps : Je le vois ! (丸見えだぜ, Marumieda ze) - 192e Quart-temps : Tu as quelque chose à redire à ça ? (なんか文句あんのか, Nanka Monkuan no ka) - 193e Quart-temps : Ne nous sous-estimez pas ! (ナメんじゃねぇ!!, Name'n Janē!!) - 194e Quart-temps : Pour vaincre Kaijô !! (勝った目に, Katta Me ni) - 195e Quart-temps : C'est maintenant que tout va se jouer (最高潮だ, Kuraimakkusu da) - 196e Quart-temps : On ne peut pas se permettre la moindre seconde d'inattention (一瞬も気は抜けなそーだ, Isshun mo Ki wa Nukena Sō da) - 197e Quart-temps : Ils vont se faire bouffer (飲み込まれるぞ, Nomikoma Reruzo) - 198e Quart-temps : Cette fois-ci (今度こそ, Kondo Koso) |                 |                   |                   |                   |
| 23 | 2 août 2013     | 978-4-08-870785-3 | 9 septembre 2015  | 978-2-82032-181-7 |
| Extra : Au Japon, le tome 23 (ISBN 978-4-08-908188-4) est sorti en édition limitée contenant un CD.Liste des chapitres : - 199e Quart-temps : C'est pas gagné - 200e Quart-temps : J'ai vu ce que je voulais voir - 201e Quart-temps : Comme prévu - 202e Quart-temps : J'étais loin de penser... - 203e Quart-temps : Un joueur exceptionnel - 204e Quart-temps : Ce jour-là, le ciel était bleu - 205e Quart-temps : Je ne sais plus quoi faire - 206e Quart-temps : Tout dépend de lui - 207e Quart-temps : Bienvenue |                 |                   |                   |                   |
| 24 | 4 octobre 2013  | 978-4-08-870819-5 | 18 novembre 2015  | 978-2-82032-228-9 |
| Liste des chapitres : - 208e Quart-temps : Ça va, je gère ! - 209e Quart-temps : Tu peux le faire ! - 210e Quart-temps : Je savais que ça finirait comme ça ! - 211e Quart-temps : À la prochaine ! - 212e Quart-temps : Je me sens invincible ! - 213e Quart-temps : Comme des lions - 214e Quart-temps : Je suis impatient d'y être - 215e Quart-temps : Courage ! - 216e Quart-temps : Désolé - 217e Quart-temps : Allez, faut y aller ! |                 |                   |                   |                   |
| 25 | 4 décembre 2013 | 978-4-08-870851-5 | 20 janvier 2016   | 978-2-82032-287-6 |
| Liste des chapitres : - 218e Quart-temps : Au moins pour cette fois - 219e Quart-temps : Merci du fond du cœur - 220e Quart-temps : J'ai oublié - 221e Quart-temps : Tetsuya - 222e Quart-temps : À compter d'aujourd'hui - 223e Quart-temps : Je me sens vraiment nul - 224e Quart-temps : Je les envie - 225e Quart-temps : Qu'est-ce que tu lui veux ? - 226e Quart-temps : À quoi bon être vainqueur ? - 227e Quart-temps : Kuroko, c'est moi. |                 |                   |                   |                   |
| 26 | 4 mars 2014     | 978-4-08-880025-7 | 9 mars 2016       | 978-2-82032-343-9 |
| Liste des chapitres : - 228e Quart-temps : Comme un des nôtres - 229e Quart-temps : Allez, j'y vais ! - 230e Quart-temps : Que le meilleur gagne ! - 231e Quart-temps : C'est parti ! - 232e Quart-temps : Le coup d'envoi de la finale - 233e Quart-temps : Il y va pas un peu fort ? - 234e Quart-temps : L'issue du duel ne fait aucun doute ! - 235e Quart-temps : Je crois qu'on pouvait pas rêver mieux - 236e Quart-temps : Ça ne marche plus ? |                 |                   |                   |                   |
| 27 | 2 mai 2014      | 978-4-08-880057-8 | 18 mai 2016       | 978-2-82032-458-0 |
| Liste des chapitres : - 237e Quart-temps : Vous n'êtes pas un peu naïfs ? - 238e Quart-temps : Il te rappelle personne, ce mec ? - 239e Quart-temps : Tu me plais de plus en plus - 240e Quart-temps : On sait ce qu'on fait ! - 241e Quart-temps : Je suis deg... - 242e Quart-temps : Je vais te montrer un truc cool ! - 243e Quart-temps : J'ai d'ores et déjà gagné - 244e Quart-temps : Il n'y a pas de quoi s'extasier - 245e Quart-temps : Le miracle n'aura pas lieu |                 |                   |                   |                   |
| 28 | 4 juillet 2014  | 978-4-08-880136-0 | 6 juillet 2016    | 978-2-82032-479-5 |
| Liste des chapitres : - 246e Quart-temps : Ce n'est pas fini, Seirin - 247e Quart-temps : Non ! - 248e Quart-temps : Hors de question de céder mon titre - 249e Quart-temps : Vous avez encore rien vu ! - 250e Quart-temps : Résigné - 251e Quart-temps : On a encore besoin de toi - 252e Quart-temps : Dribble buse - 253e Quart-temps : Laisser-moi m'occuper de lui - 254e Quart-temps : Je fais pas le poids |                 |                   |                   |                   |
| 29 | 3 octobre 2014  | 978-4-08-880174-2 | 21 septembre 2016 | 978-2-82032-508-2 |
| Liste des chapitres : - 255e Quart-temps : Donner le meilleur de moi-même - 256e Quart-temps : Dépasser mes limites - 257e Quart-temps : À nous deux, Rakuzan ! - 258e Quart-temps : Je ne chercherai pas à te retenir - 259e Quart-temps : Ton shoot, il passera pas ! - 260e Quart-temps : Je vous préviens les gars - 261e Quart-temps : Ça nous suffit - 262e Quart-temps : Tu devrais laisser tomber - 263e Quart-temps : Arrêtez-le !! |                 |                   |                   |                   |
| 30 | 4 décembre 2014 | 978-4-08-880211-4 | 9 novembre 2016   | 978-2-82032-532-7 |
| Extra : Au Japon, le tome 30 (ISBN 978-4-08-908230-0) est sorti en édition limitée contenant un CD.Liste des chapitres : - 264e Quart-temps : La première fois - 265e Quart-temps : On ne peut pas se le permettre - 266e Quart-temps : Qui es tu ? - 267e Quart-temps : Ça faisait un bail - 268e Quart-temps : Comment faire ?! - 269e Quart-temps : Pas question de baisser les bras !! - 270e Quart-temps : C'était toi !! - 271e Quart-temps : L'équipe qui réussira à vaincre Rakuzan n'est pas encore née !! - 272e Quart-temps : On donne tout ! - 273e Quart-temps : Dernière action - 274e Quart-temps : Le match est terminé ! - Dernier Quart-temps : Encore et encore ! |                 |                   |                   |                   |

### Extra Game
| no | Japonais         | Japonais          | Français        | Français          |
| no | Date de sortie   | ISBN              | Date de sortie  | ISBN              |
| --- | ---------------- | ----------------- | --------------- | ----------------- |
| 1 | 4 septembre 2015 | 978-4-08-870618-4 | 9 novembre 2016 | 978-2-82032-531-0 |
| Liste des chapitres : - 1er Quart-temps : On va leur en mettre plein la vue ! - 2e Quart-temps : Faites vos prières ! - 3e Quart-temps : On va vous montrer - 4e Quart-temps : Il reste une dernière carte à jouer - Kuroko's Basket "Après la Winter Cup"            |                  |                   |                 |                   |
| 2 | 2 mai 2016       | 978-4-08-880676-1 | 11 janvier 2017 | 978-2-82032-784-0 |
| Liste des chapitres : - 5e Quart-temps : C'est à nous de jouer ! - 6e Quart-temps : À coup de trois points - 7e Quart-temps : Plutôt crever que de les laisser gagner !! - Dernier Quart-temps : Ce match, on va le gagner !! - Kuroko's Basket "Après la Winter Cup" |                  |                   |                 |                   |

### Shueisha BOOKS
1. 1 2  Tome 1
2. 1 2  Tome 2
3. 1 2  Tome 3
4. 1 2  Tome 4
5. 1 2  Tome 5
6. 1 2  Tome 6
7. 1 2  Tome 7
8. 1 2  Tome 8
9. 1 2  Tome 9
10. 1 2  Tome 10
11. 1 2  Tome 11
12. 1 2  Tome 12
13. 1 2  Tome 13
14. 1 2  Tome 14
15. 1 2  Tome 15
16. 1 2  Tome 16
17. ↑  Tome 16 Édition limitée
18. 1 2  Tome 17
19. 1 2  Tome 18
20. 1 2  Tome 19
21. 1 2  Tome 20
22. 1 2  Tome 21
23. 1 2  Tome 22
24. 1 2  Tome 23
25. ↑  Tome 23 Édition limitée
26. 1 2  Tome 24
27. 1 2  Tome 25
28. 1 2  Tome 26
29. 1 2  Tome 27
30. 1 2  Tome 28
31. 1 2  Tome 29
32. 1 2  Tome 30
33. ↑  Tome 30 Édition limitée
34. 1 2  Extra Game 1
35. 1 2  Extra Game 2

### Kazé Manga
1. 1 2  Tome 1
2. 1 2  Tome 2
3. 1 2  Tome 3
4. 1 2  Tome 4
5. 1 2  Tome 5
6. 1 2  Tome 6
7. 1 2  Tome 7
8. 1 2  Tome 8
9. 1 2  Tome 9
10. 1 2  Tome 10
11. 1 2  Tome 11
12. 1 2  Tome 12
13. 1 2  Tome 13
14. 1 2  Tome 14
15. 1 2  Tome 15
16. 1 2  Tome 16
17. 1 2  Tome 17
18. 1 2  Tome 18
19. 1 2  Tome 19
20. 1 2  Tome 20
21. 1 2  Tome 21
22. 1 2  Tome 22
23. 1 2  Tome 23
24. 1 2  Tome 24
25. 1 2  Tome 25
26. 1 2  Tome 26
27. 1 2  Tome 27
28. 1 2  Tome 28
29. 1 2  Tome 29
30. 1 2  Tome 30
31. 1 2  Extra Game 1
32. 1 2  Extra Game 2